# Eusteralis
Eusteralis é um género botânico pertencente à família Lamiaceae.

## Espécies
Formado por 20 espécies:
| - Eusteralis andersonii - Eusteralis crassicaulis - Eusteralis cruciata - Eusteralis deccanensis - Eusteralis erecta - Eusteralis gracilis - Eusteralis griffithii - Eusteralis helferi - Eusteralis kachinensis - Eusteralis linearis | - Eusteralis malabarica - Eusteralis peguana - Eusteralis pentagona - Eusteralis pumila - Eusteralis quadrifolia - Eusteralis sampsoni - Eusteralis stellata - Eusteralis stocksii - Eusteralis tomentosa - Eusteralis yatabeana |